# Włóki (województwo dolnośląskie)
Włóki (niem. Dreißighuben) – wieś w Polsce położona w województwie dolnośląskim, w powiecie dzierżoniowskim, w gminie Dzierżoniów.

## Podział administracyjny
W latach 1975–1998 miejscowość należała administracyjnie do województwa wałbrzyskiego.

## Nazwa
Najstarsze znane nam nazwy wsi: Dreyssighuben, wymieniona w 1765 r., i Dreißighuben, z 1816 r., pochodzą z okresu, kiedy Śląsk był pod panowaniem pruskim. Do końca II wojny światowej, w czasie władzy niemieckiej nadal nazywały się Dreißighuben (trzydzieści mórg). Nazwa ta pochodzi od miary Włóka reńska = 30 mórg = 76.597,63 m². Po II wojnie światowej, kiedy Śląsk przyłączono do Polski, w 1945 r., wieś otrzymała nazwę: Łuki, a w 1947 r.: Włóki.

## Historia
Pierwotnie wieś była kolonią Tuszyna, z czasem stała się własnością kapituły katedralnej we Wrocławiu. W roku 1785 właścicielami wsi byli baron von Siersdorf i baron von Hamm.